# Yostar Pictures
Yostar Pictures Inc. (株式会社Yostar Pictures Kabushiki-gaisha Yostar Pikuchāzu?) es un estudio de animación japonés fundado en 2020.

## Historia
Fue fundada el 31 de enero de 2020 por Ryōsuke Inagaki, miembro de la compañía conjunta Albacrow y productor de línea de Kiznaiver de Trigger, Kengo Saitō, también miembro de la compañía conjunta Albacrow y supervisor de animación de Promare en Trigger y supervisor de animación general de SSSS.Gridman, y Lee Hengda, presidente y director ejecutivo de Yostar.
El 6 de enero de 2021, Keiichi Satō, quien se desempeñó como director de obras como Tiger & Bunny, asumió el cargo de asesor de producción y director del departamento de propiedad intelectual original en la misma empresa.

## Obras

### Series de televisión
| Año  | Título                           | Director        | Fecha de primera transmisión | Fecha de última transmisión | Eps. | Notas | Refs.                       |
| ---- | -------------------------------- | --------------- | ---------------------------- | --------------------------- | ---- | --- | --------------------------- |
| 2021 | Azur Lane: Bisoku Zenshin!       | Masato Jinbo    | 12 de enero de 2021          | 30 de marzo de 2021         | 12   | Adaptación del videojuego desarrollado por Shanghái Manjuu y Xiamen Yongshi. Coproducción junto a Candy Box. | [ 5 ] [ 6 ]                 |
| 2022 | Arknights: Reimei Zensō          | Yūki Watanabe   | 29 de octubre de 2022        | 17 de diciembre de 2022     | 8    | Adaptación del videojuego desarrollado por Hypergryph.                                                       | [ 7 ] [ 8 ] [ 9 ]           |
| 2023 | Arknights: Fuyukomori Kaerimichi | Yūki Watanabe   | 7 de octubre de 2022         | 25 de noviembre de 2023     | 8    | Secuela de Arknights: Reimei Zensō.                                                                          | [ 10 ]                      |
| 2024 | Sentai Daishikkaku               | Keiichi Satō    | 7 de abril de 2024           | 30 de junio de 2024         | 12   | Adaptación del manga escrito e ilustrado por Negi Haruba.                                                    | [ 11 ] [ 12 ]               |
| 2024 | Blue Archive: The Animation      | Daigo Yamagishi | 7 de abril de 2024           | 24 de junio de 2024         | 12   | Adaptación del videojuego desarrollado por Nexon Games. Coproducción junto a Candy Box.                      | [ 13 ]                      |
| 2025 | Sorairo Utility                  | Kengo Saitō     | 4 de enero de 2025           | 22 de marzo de 2025         | 12   | Historia original.                                                                                           | [ 14 ] [ 15 ] [ 16 ] [ 17 ] |
| 2025 | Sentai Daishikkaku 2nd Season    | Keiichi Satō    | 13 de abril de 2025          | 29 de junio de 2025         | 12   | Secuela de Sentai Daishikkaku.                                                                               | [ 18 ] [ 19 ] [ 20 ]        |
| 2025 | Arknights: Rise from Ember       | Yūki Watanabe   | 4 de julio de 2025           | —                           | 10   | Secuela de Arknights: Fuyukomori Kaerimichi.                                                                 | [ 21 ]                      |
| —    | Azur Lane: Bisoku Zenshin! 2     | —               | —                            | —                           | —    | Secuela de Azur Lane: Bisoku Zenshin!.                                                                       | [ 22 ]                      |

### OVAs
| Año  | Título                    | Director     | Fecha de primera transmisión | Fecha de última transmisión | Eps. | Notas                                                                        | Refs.  |
| ---- | ------------------------- | ------------ | ---------------------------- | --------------------------- | ---- | ---------------------------------------------------------------------------- | ------ |
| 2023 | Azur Lane: Queen's Orders | Masato Jinbo | 27 de julio de 2023          | 27 de julio de 2023         | 2    | Adaptación del videojuego desarrollado por Shanghái Manjuu y Xiamen Yongshi. | [ 23 ] |

### ONAs
| Año  | Título                                          | Director    | Fecha de primera transmisión | Fecha de última transmisión | Eps. | Notas | Refs.  |
| ---- | ----------------------------------------------- | ----------- | ---------------------------- | --------------------------- | ---- | --- | ------ |
| 2022 | Blue Archive: 1.5-shuunen Kinen Short Animation | Yūji Miyata | 16 de julio de 2022          | 16 de julio de 2022         | 1    | Episodio especial que conmemora el 1.5 aniversario del popular juego de aplicaciones Blue Archive de Yostar. | [ 24 ] |
| 2022 | Blue Archive: Beautiful Day Dreamer             | Yūji Miyata | 21 de noviembre de 2022      | 21 de noviembre de 2022     | 1    | Adaptación del videojuego desarrollado por Nexon Games.                                                      | [ 25 ] |

### Como colaborador
- Uchi no Shishō wa Shippo ga Nai (producción principal: Liden Films; Segunda animación clave (eps 5, 7), 2022)[26]